# Европско првенство у атлетици у дворани 2007 — 3.000 метара за жене
Такмичење у дисциплини трчања на 3.000 м у женској конкуренцији на Европском првенству у атлетици у дворани 2007. одржано је у Бирмингему, Уједињено Краљевство, у Националној арени 4. марта 2007. године. Због малог броја пријављених такмичарки одржано је само финале.
Титулу освојену 2005. у Мадриду, одбранила је Лидија Хојецка из Пољске.

## Сатница
| Датум   | Време |        |
| ------- | ----- | ------ |
| 4. март | 15:25 | Финале |

## Земље учеснице
Учествовало је 13 такмичарки из 9 земаља.
1. Бугарска (1)
2. Ирска (1)
3. Италија (1)
4. Немачка (1)
5. Пољска (1)
6. Румунија (1)
7. Русија (2)
8. Уједињено Краљевство (2)
9. Шпанија (3)

## Рекорди
| Рекорди пре почетка Европског првенства 2007. | Рекорди пре почетка Европског првенства 2007. | Рекорди пре почетка Европског првенства 2007. | Рекорди пре почетка Европског првенства 2007. | Рекорди пре почетка Европског првенства 2007. |
| --------------------------------------------- | --------------------------------------------- | --------------------------------------------- | --------------------------------------------- | --------------------------------------------- |
| Светски рекорд                                | Месерет Дефар Етиопија                        | 8:23,72                                       | Штутгарт, Немачка                             | 3. фебруар 2007                               |
| Европски рекорд                               | Лилија Шобухова Русија                        | 8:26,99                                       | Москва, Русија                                | 17. фебруар 2006                              |
| Рекорди европских првенстава                  | Фернанда Рибеиро Португалија                  | 8:39,49                                       | Стокхолм, Шведска                             | 9. март 1996                                  |
| Најбољи светски резултат сезоне у дворани     | Месерет Дефар Етиопија                        | 8:23,72                                       | Штутгарт, Немачка                             | 3. фебруар 2007                               |
| Најбољи европски резултат сезоне у дворани    | Џоан Пејви Велика Британија                   | 8:31,50                                       | Штутгарт, Немачка                             | 3. фебруар 2007                               |

## Најбољи европски резултати у 2007. години
Десет најбољих европских атлетичарки на 3.000 метара у дворани 2007. године пре почетка првенства (2. марта 2007), имале су следећи пласман на европској и светској ранг листи. (СРЛ),
| 1.  | Џоан Пејви          | Велика Британија | 8:31,50 | 3. фебруар  | 3. СРЛ  |
| 2.  | Лидија Хојецка      | Пољска           | 8:38,21 | 3. фебруар  | 6. СРЛ  |
| 3.  | Марта Домингез      | Шпанија          | 8:48,84 | 10. фебруар | 8. СРЛ  |
| 4.  | Надежда Рахимкулова | Русија           | 8:48,94 | 9. фебруар  | 9. СРЛ  |
| 5.  | Јулија Винокурова   | Русија           | 8:52,27 | 9. фебруар  | 10. СРЛ |
| 6.  | Сабрина Мокенхаупт  | Немачка          | 8:53,55 | 3. фебруар  | 11. СРЛ |
| 7.  | Мери Кален          | Ирска            | 8:53,81 | 27. јануар  | 12. СРЛ |
| 8.  | Лиза Добриски       | Велика Британија | 8:55,22 | 10. фебруар | 13. СРЛ |
| 9.  | Татјана Петрова     | Русија           | 8:55,49 | 9. фебруар  | 14. СРЛ |
| 10. | Хелен Клитеро       | Велика Британија | 8:58,27 | 10. јануар  | 16. СРЛ |

Такмичарке чија су имена подебљана учествовале су на ЕП 2007.

## Освајачи медаља
|                        |                         |                             |
| Лидија Хојецка, Пољска | Марта Домингез, Шпанија | Силвија Вајстајнер, Италија |

## Резултати

### Финале
| Плас. | Атлетичарка         | Земља                | Време   | Белешка |
| ----- | ------------------- | -------------------- | ------- | ------- |
|       | Лидија Хојецка      | Пољска               | 8:43,25 |         |
|       | Марта Домингез      | Шпанија              | 8:44,40 | ЛР      |
|       | Силвија Вајстајнер  | Италија              | 8:44,81 | НР      |
| 4.    | Сабрина Мокенхаупт  | Немачка              | 8:45,77 | ЛР      |
| 5.    | Лиза Добриски       | Уједињено Краљевство | 8:47,25 | ЛР      |
| 6.    | Џоан Пејви          | Уједињено Краљевство | 8:54,94 |         |
| 7.    | Мери Кален          | Ирска                | 9:00,42 |         |
| 8.    | Долорес Чека        | Шпанија              | 9:04,83 |         |
| 9.    | Јулија Винокурова   | Русија               | 9:07,03 |         |
| 10.   | Добринка Шаламанова | Бугарска             | 9:13,75 |         |
| 11.   | Анкута Бобокел      | Румунија             | 9:18,76 |         |
| 12.   | Регина Рахимкулова  | Русија               | 9:26,81 |         |
|       | Ирис Фуентес-Пила   | Шпанија              | НЗ      |         |